# Boötiden

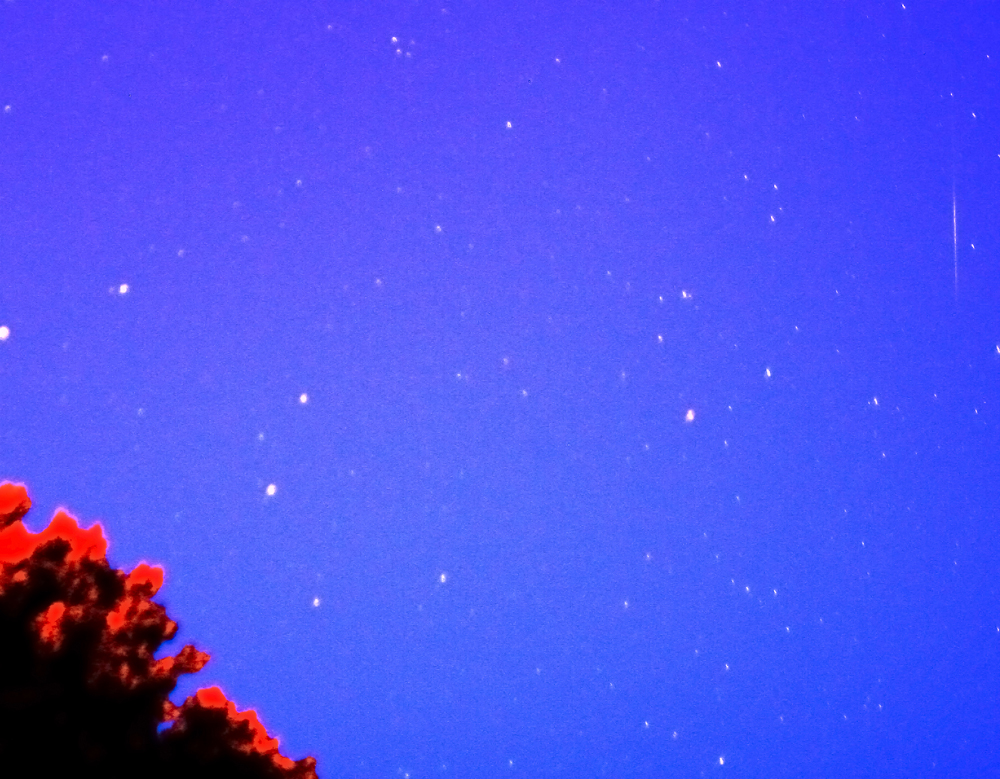
De Boötidenzwerm op 3 januari 2009

De meteorenzwerm Boötiden verschijnt aan de hemel van 1 tot 6 januari. De radiant ligt in het sterrenbeeld Ossenhoeder (Boötes). Deze zwerm wordt ook wel Quadrantiden genoemd naar het niet langer bestaande sterrenbeeld Quadrans Muralis of Muurkwadrant
De meteoren zijn relatief zwak, blauwachtig en hebben lange sporen. De snelheden van de meteoren zijn met 43 km/s vrij gemiddeld. De oorsprong van de Boötiden is mogelijk de planetoïde 2003 EH1, die op zijn beurt weer een uitgedoofde komeet zou kunnen zijn, bijvoorbeeld de komeet C/1490 Y1 die in 1490 door Chinezen, Koreanen en Japanners werd waargenomen. Het maximum van de zwerm is zeer scherp en valt op 3 of 4 januari. De ZHR van de zwerm kan zeer hoog zijn en ligt rond of boven de 100.  Doordat de piekactiviteit slechts enkele uren duurt, is de zwerm niet erg indrukwekkend wanneer het maximum rond het lokale middaguur valt.

## De Boötiden in 2014

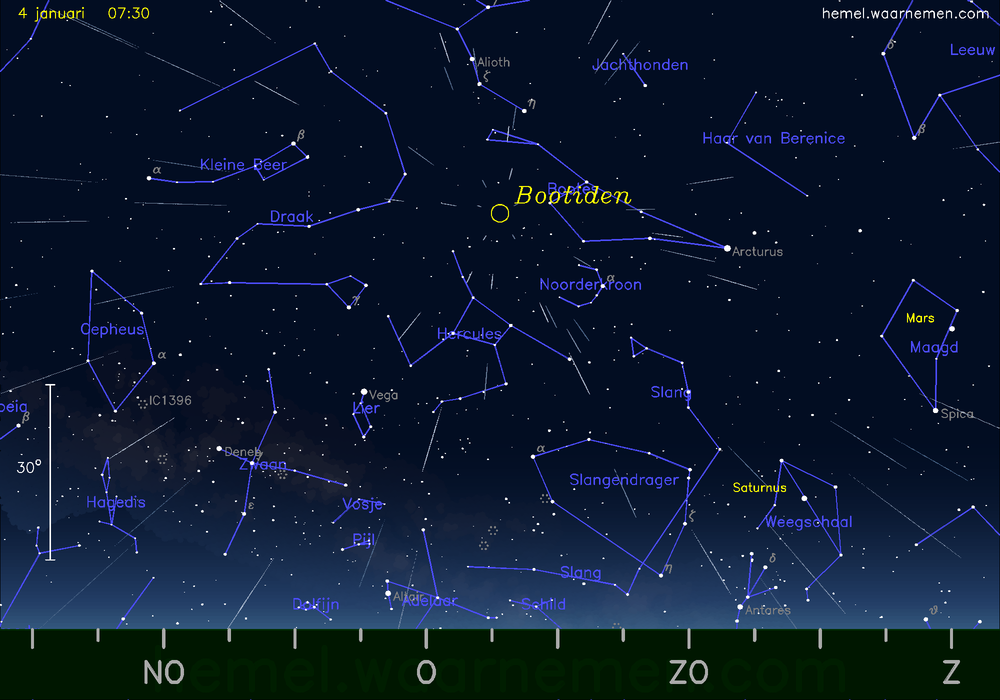
De radiant van de Boötiden op 4 januari 2014.

Het maximum van de Boötiden in 2014 valt op 4 januari, rond 1 uur MET, dus relatief gunstig voor waarnemers in de Benelux.  De radiant staat op dat moment laag boven de horizon, maar komt hoger aan de hemel naarmate de nacht vordert en staat op een hoogte van circa 70° boven de oostzuidoostelijke horizon tegen de ochtendschemering.  De Maan is voor slechts 10% verlicht en stoort niet of nauwelijks.